# Declínio das populações de peixes marinhos

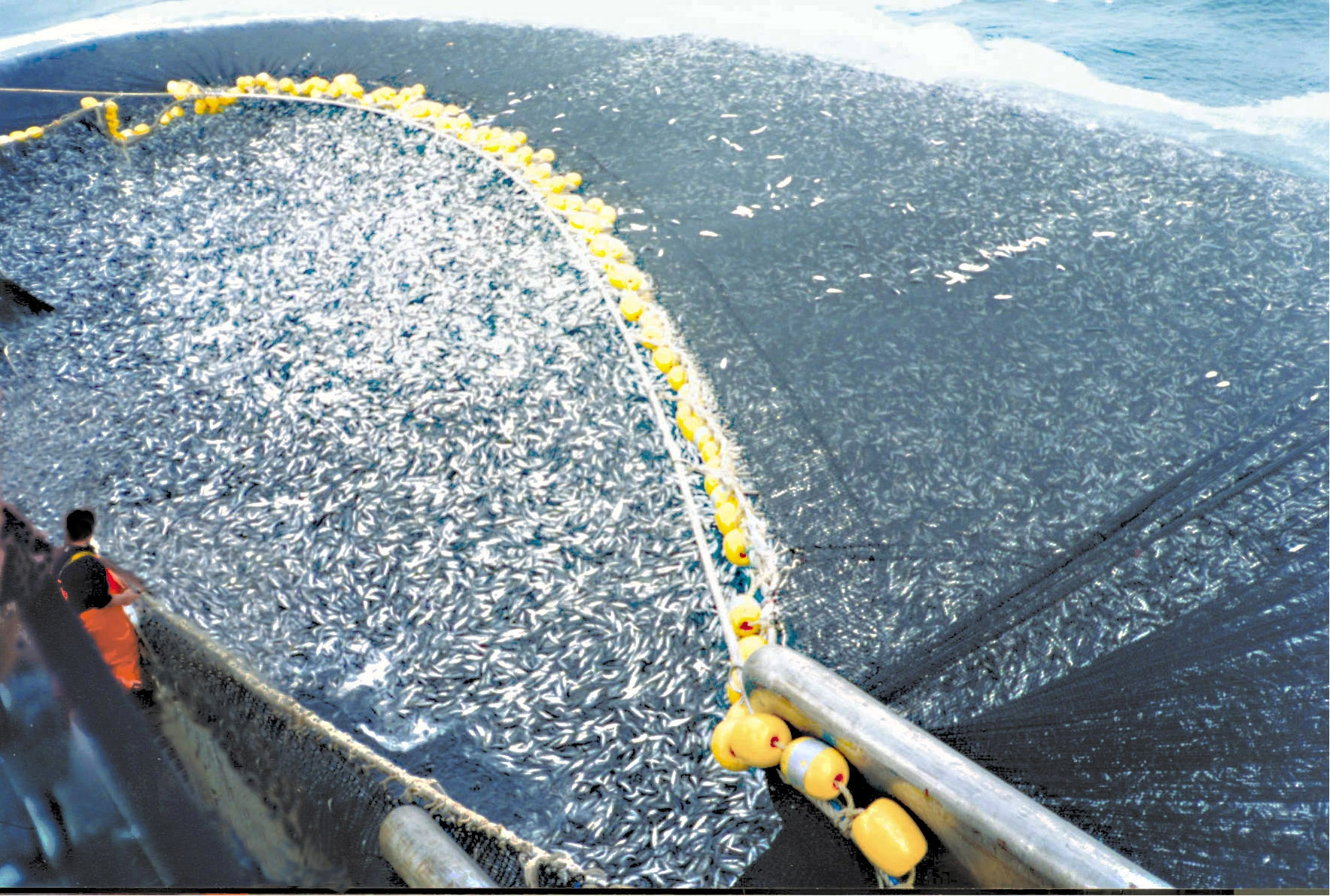
A pesca industrial descontrolada tem sido o principal fator para o declínio das populações marinhas.

O declínio das populações de peixes marinhos é um fenômeno recente e de grandes proporções. Suas causas são as atividades humanas, principalmente a pesca excessiva e predatória, secundada por outras agressões humanas ao meio ambiente, como o aquecimento global e a poluição.
Cerca de 80% de todas as populações de espécies valiosas para o homem atualmente estão sendo exploradas no limite de sua capacidade, estão em redução acelerada ou já foram completamente esgotadas, não havendo perspectivas de melhora na situação sem que o contexto mundial seja profundamente modificado em direção à sustentabilidade. Muitíssimas outras espécies não interessantes para o homem do ponto de vista alimentar ou econômico são prejudicadas e estão igualmente em declínio pela quebra das cadeias alimentares, perda de habitats e outras ameaças indiretas derivadas do desaparecimento de espécies úteis, amplificando o problema ambiental por uma sequência de efeitos em cascata. O declínio de peixes marinhos representa importante desequilíbrio ecológico, com efeitos negativos em múltiplos níveis, dá um grande prejuízo para a economia global e é uma séria ameaça à segurança alimentar e ao bem estar da sociedade, que retira do mar muitos benefícios e produtos.

## Causas
Até o século XIX, salvo raras exceções, a natureza foi explorada pelo homem sem uma noção de que ela poderia ser exaurida. Pela sua vastidão e riqueza biológica, os mares eram considerados uma fonte de recursos infinita. Contudo, eles têm sido intensamente explorados e degradados desde então por uma variedade de fatores, que incluem a pesca excessiva, a poluição marinha, a penetração de espécies invasoras e o aquecimento global, que juntos desencadeiam uma série de reações adversas sobre as águas e sua biodiversidade.

### Pesca

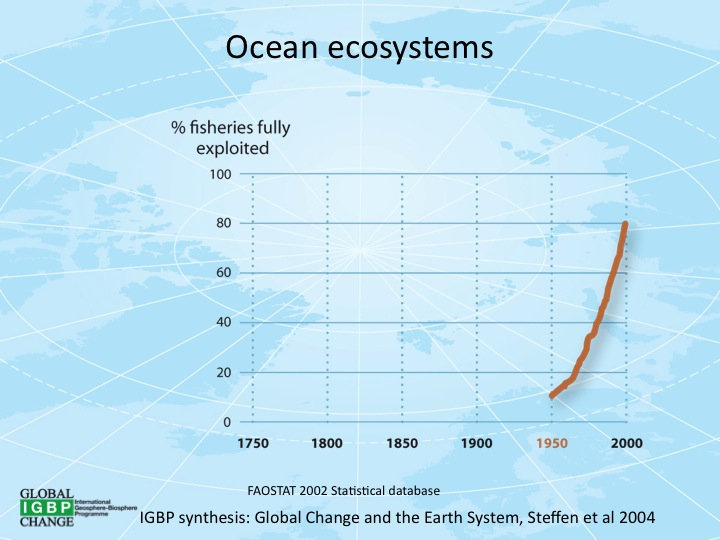
Estatísticas da FAO mostrando a evolução desde os anos 1950 do percentual dos estoques de peixes oceânicos que estão explorados em seu limite, que em 2000 estava em torno dos 80%.

Com o aperfeiçoamento da tecnologia pesqueira e o advento da pesca industrial, ao longo do século XX esta atividade foi incrementada dramaticamente, expandindo-se para áreas antes inexploradas e aumentando o volume do pescado. A partir dos anos 1950 o volume passou a aumentar aceleradamente. Nesta época capturava-se cerca de 17 milhões de toneladas anuais, e em 1994 foi atingido o pico, com um total de 85,3 milhões de toneladas.
De acordo com a Avaliação Ecossistêmica do Milênio, promovida pelas Nações Unidas, vários estudos tem apontado que o volume da pesca mostra uma tendência constante de declínio, a despeito dos esforços feitos em aumentá-lo, e não há sinais de que a tendência possa ser revertida se o contexto atual permanecer o mesmo. A queda nos últimos anos da quantidade total de pescado tem sido relativamente modesta, mas como a indústria pesqueira tem se voltado para áreas e espécies que não haviam ainda sido exploradas, isso tem mascarado o fato de que peixes antes importantes e abundantes desaparecem rapidamente.
Em 2003 cerca de 23% dos estoques de peixes valiosos para o homem já haviam colapsado, significando que o volume de captura já não chegava a 10% do que fora em seu auge. Em termos geográficos, sete das dez mais importantes áreas de pesca em todo o mundo já estão exploradas em seu limite ou superexploradas. Segundo a Organização das Nações Unidas para Alimentação e Agricultura (FAO), em 2012 apenas 25% das populações de peixes comestíveis permaneciam em boas condições, mas estas eram em geral pouco valiosas economicamente, ao passo que 52% das populações valiosas já estavam exploradas em seus níveis máximos, sem possibilidade de expansão, 19% já ultrapassaram os níveis de sustentabilidade, pondo-as em declínio acelerado, e 8% já haviam sido esgotadas.
A pesca excessiva, predatória ou ilegal tem sido o fator mais relevante no declínio das populações de peixes marinhos. De 133 extinções de espécies marinhas documentadas nos últimos 200 anos, 55% ocorreram devido à superexploração, com o restante devido à perda de habitats e outras ameaças. Estudos indicam que em 2015 apenas metade dos peixes disponíveis nos mares para consumo estavam presentes em relação à sua população de 1970, e algumas projeções indicam que em 2050 só haverá um terço deles. Além disso, certas técnicas de pesca, como o arrastão de fundo, danificam a estrutura do habitat de espécies bentônicas, provocando efeitos negativos sobre outras espécies que não são o objeto da pesca.

#### Pesca acidental

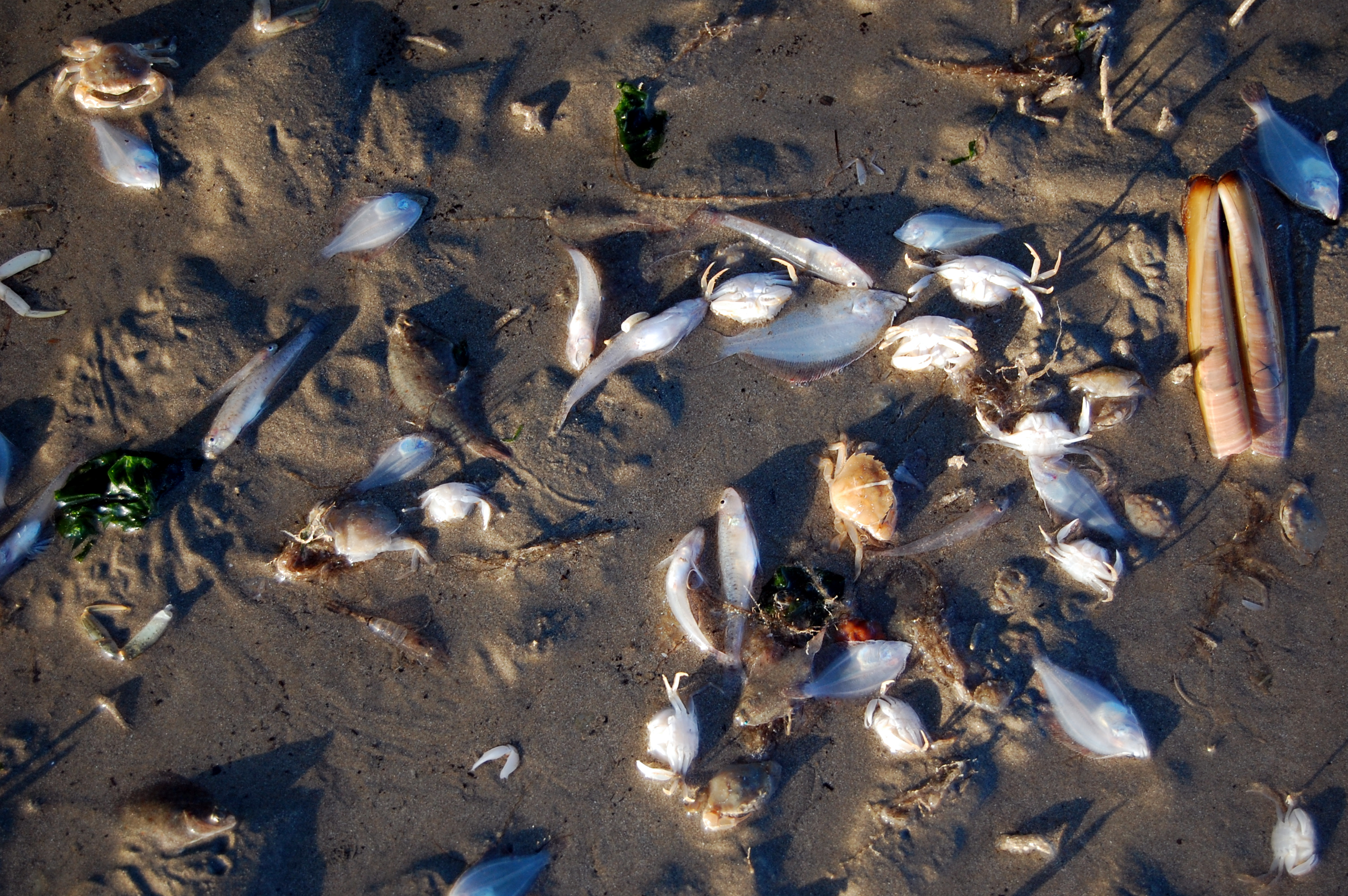
Pequenos peixes e crustáceos sem valor econômico são capturados pelos navios pesqueiros junto com espécies valiosas, mas são descartados. Muitos acabam dando às praias trazidos pela maré.

A pesca com redes regularmente captura muitos peixes e outros seres aquáticos que não são economicamente interessantes ou não são comestíveis junto com os aproveitáveis, a chamada "pesca acidental" ou "incidental", ou "fauna acompanhante", que pode incluir também golfinhos, focas, aves marinhas, tartarugas, baleias e outros tipos de animais, mas eles acabam sendo descartados com poucas condições de sobreviver ou já mortos, e sua morte se torna tão inútil quanto prejudicial à biodiversidade. Os números exatos dessa mortandade desnecessária são incertos devido à falta de fiscalização eficiente e aos dados pouco confiáveis fornecidos pelas companhias pesqueiras, mas segundo o Greenpeace, certos tipos de pesca podem chegar a ter 90% de toda a captura como fauna acompanhante.
Uma estimativa da FAO baseada numa revisão de 800 artigos sobre este tópico apontou que a dimensão do problema realmente é vasta, sendo que na década de 1990 de 17,9 a 39,5 milhões de toneladas de animais diversificados estavam sendo sendo capturados acidentalmente e descartados a cada ano pelos navios pesqueiros, com uma média provável de pelo menos 27 milhões de toneladas, e uma taxa de sobrevivência dos descartes em geral baixa, sendo um elemento importante num sistema de produção e consumo mundial que se caracteriza pelas grandes taxas de desperdício de recursos.

### Aquecimento global

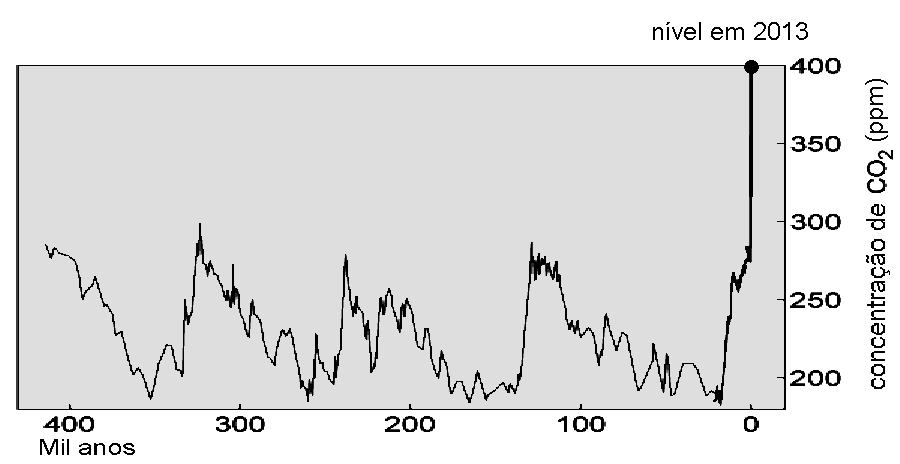
Varição da concentração atmosférica de gás carbônico nos últimos 400 mil anos, observando-se a elevação exponencial no período atual.

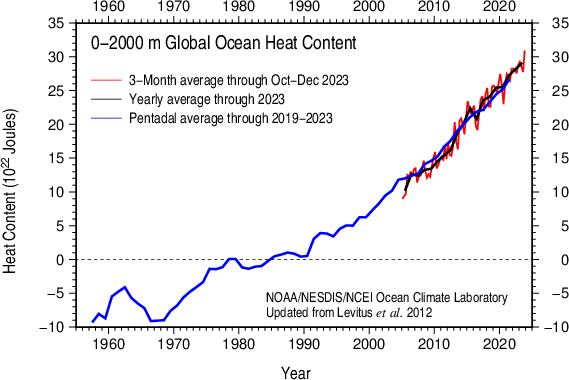
Gráfico mostrando a elevação na quantidade de calor armazenado nos oceanos nas últimas décadas.

Outros fatores de grande peso no declínio das populações de peixes são derivados do aquecimento global, um problema gerado pela continuada emissões de gases estufa pelo homem, em especial o gás carbônico, o mais importante gás estufa de origem humana, oriundos da queima de combustíveis fósseis, desmatamento, desperdício de alimentos e outras causas, provocando a elevação das temperaturas mundiais. Assim como aumenta o calor da atmosfera, o fenômeno faz com que os oceanos também seja aquecidos. O aquecimento da camada mais superficial do oceano, até 75 metros, foi de cerca de 0,3 °C em média desde 1971. Esta camada tem um papel essencial na economia oceânica, pois nela se produz a maior parte do alimento disponível para os seres de todas as camadas, e é a camada que está se modificando com maior rapidez.
O aumento da temperatura da água provoca um desequilíbrio metabólico nos seres marinhos, pois as reações químicas no seu organismo são modificadas com a mudança na temperatura ambiente. Também facilita invasões de espécies exóticas e a proliferação de doenças antes desconhecidas, interfere na oferta de alimentos, nos ciclos de reprodução, nas migrações, na distribuição geográfica das espécies e outros processos. Já é um exemplo clássico o maciço branqueamento de colônias de corais em todo o mundo, especialmente no Caribe e na Oceania, causado pelo aumento da temperatura da água. Os corais são as zonas mais diversificadas biologicamente dos oceanos. Além disso, o aquecimento reduz os níveis de oxigênio dissolvido na água, um gás essencial para a preservação da vida. Há mais de 500 regiões costeiras onde os níveis de oxigênio têm sido reduzidos abaixo da capacidade de sobrevivência dos seres marinhos, criando as chamadas "zonas mortas". Em muitas outras regiões a redução não chegou a este extremo mas foi observada, também provocando efeitos negativos em larga escala.
Ao mesmo tempo, a elevação dos níveis atmosféricos de gás carbônico induz uma elevação em suas concentrações nas águas, já que os gases do ar permanecem em um estado de trocas contínuas com os gases dissolvidos nas águas. O gás carbônico tem a propriedade de tornar a água mais ácida, o que realmente tem se verificado. Os mares tiveram sua acidez aumentada em 30% desde o início da Revolução Industrial no século XVIII, quando os combustíveis fósseis passaram a ser usados intensivamente, uma modificação sem paralelos nos últimos 300 milhões de anos.
Mudanças na salinidade da água e nas correntes marinhas, outros efeitos paralelos do aquecimento global, também têm impacto ambiental negativo, assim como a erosão costeira, derivada da subida do nível do mar, que destrói muitos habitats litorâneos e aumenta a turbidez da água. Todas essas alterações têm um impacto negativo disseminado e direto sobre a biodiversidade, poucas espécies têm capacidade de se ajustar a essas mudanças, especialmente na dimensão global e na velocidade em que elas estão acontecendo. Há um amplo consenso de que as condições devem piorar se as tendências permanecerem como estão.

### Poluição

#### Resíduos sólidos

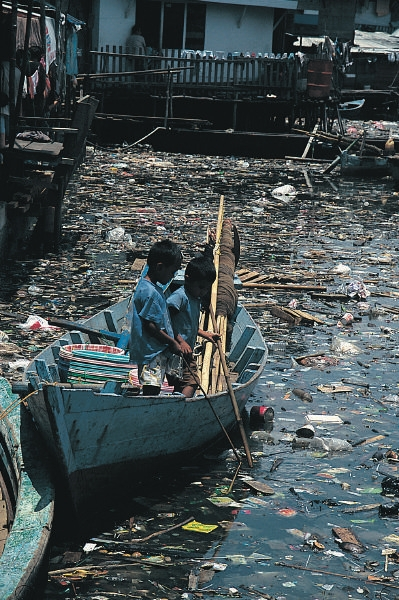
As águas cheias de detritos da Baía de Minamata, Japão.

Os oceanos são atualmente o depósito final de imensas quantidades de detritos e efluentes tóxicos. A sociedade moderna, especialmente a ocidental, se caracteriza por sua grande produção de lixo não-biodegradável, onde se destacam os plásticos, que se encontram flutuando pelas águas de todo o planeta ou se depositam nos fundos. Esses objetos permanecem no ambiente por muito tempo, em alguns casos, até por séculos, antes que sejam decompostos pelos processos naturais. Nos fundos eles provocam grandes modificações nas características físicas dos ambientes e soterram animais e plantas. Podem também ser confundidos com alimentos pelos peixes, que acabam morrendo depois de sua ingestão. Os plásticos microparticulados já estão presentes em toda a cadeia alimentar dos mares, absorvidos por organismos microscópicos e depois passando para os seres maiores. Ainda não existem dados precisos, mas calcula-se que até sete bilhões de toneladas de lixo sejam lançadas ao oceano anualmente, das quais cerca de 70% se deposita no fundo, e o restante flutua livre pelos mares. Em certas áreas, chamadas zonas de convergência ou "giros", formam-se campos de detritos flutuantes compactamente reunidos e com centenas de quilômetros de extensão, como grandes lixeiras a céu aberto. Nos locais mais poluídos, como o Giro do Pacífico Norte, pode chegar a haver um milhão de fragmentos e objetos flutuantes por km² de oceano. Nos fundos a situação não é melhor, e em algumas regiões é crítica. Em certas zonas costeiras da Indonésia foram encontrados mais de 690 mil detritos por quilômetro quadrado de leito marinho. Muito desse lixo acaba voltando às praias com as marés, poluindo-as e prejudicando as atividades humanas bem como os ecossistemas litorâneos. Em pontos das costas da Sicília, por exemplo, já foram registrados mais de duzentos fragmentos de lixo arremessados pela maré a cada metro quadrado de praia.
Outra forma de resíduo de grande peso no conjunto são os restos de materiais de pesca descartados no mar pelos navios pesqueiros, como linhas, boias e toneis, mas com grande destaque para as redes. Faltam dados precisos, mas estimativas informais afirmam que até 30 km de redes de pesca são descartadas em cada viagem de navio pesqueiro no Atlântico Norte, e uma situação similar deve repetir em todos os mares. Uma estimativa de 2005 em navios da Alemanha e Reino Unido indicou até 1.245 km de redes descartadas por ano. Na costa atlântica do Canadá calcula-se que tenham sido perdidas por acidentes ou descartes intencionais 80 mil redes entre 1982 e 1992. As redes abandonadas continuam pescando até que seu material se decomponha, o que pode levar centenas de anos para acontecer, e enquanto isso todo o peixe pescado morre inutilmente. É a chamada "pesca fantasma". O problema afeta também tartarugas, focas, golfinhos, aves marinhas e até baleias, que se prendem nessas redes e acabam morrendo. Redes que flutuam livres carregam ovos e larvas de espécies exóticas para novas regiões, onde podem se tornar invasivas. Outras que se depositam nos fundos prejudicam comunidades bentônicas.

#### Substâncias químicas
Outras importantes formas de poluição são as descargas de fertilizantes, esgotos e lixo orgânico, que ocorrem da mesma maneira em quantidades elevadíssimas. Essas substâncias constituem uma excepcional oferta de nutrientes para vários tipos de microrganismos como o fitoplâncton e as bactéricas saprófitas, desencadeando um processo chamado eutrofização, onde suas populações se multiplicam exponencialmente. Os predadores dos microrganismos num primeiro momento se beneficiam, tendo mais alimento à disposição, mas o processo frequentemente chega a níveis explosivos, e como consequência os níveis do oxigênio consumido por tal quantidade de seres declinam vertiginosamente, provocando mortandades em massa. Ao mesmo tempo, esses microrganismos liberam muitas substâncias tóxicas como subproduto do seu metabolismo, agravando o problema. As descargas oceânicas de nutrientes derivados das atividades humanas aumentaram em 15% desde 1970, e as projeções até 2030 indicam um aumento adicional de 5%. Por seu turno, os agrotóxicos, usados em vastas quantidades nas lavouras, se infiltram nos aquíferos subterrâneos ou são arrastados pelas chuvas até os rios, e dali também acabam nos mares, onde intoxicam os seres vivos.

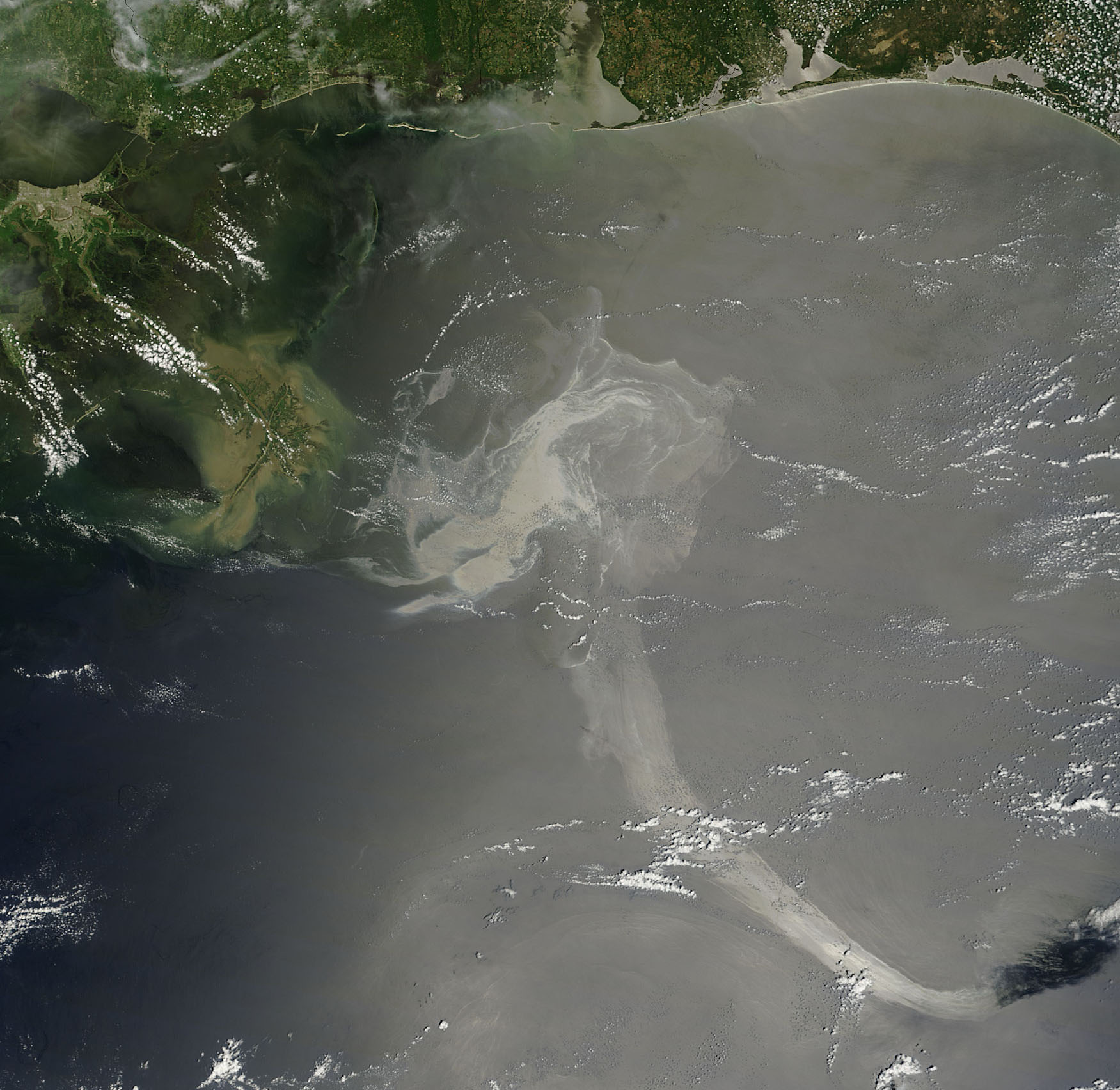
Derrame de petróleo no Golfo do México em 2010.

Substâncias dissolvidas no ar também podem ter impacto sobre a vida marinha quando se dissolvem na água. O exemplo mais estudado nesta categoria é o gás carbônico, que já foi tratado na seção sobre o aquecimento global. Outras substâncias são metais pesados como o mercúrio, que já foi detectado em muitas amostras de peixes comestíveis, e o chumbo, em menor extensão, também foi encontrado em algumas regiões, ampliando a contaminação da água com descargas desses mesmos metais trazidas através dos rios. De 4 a 6% da contaminação marinha por hidrocarbonetos também se dá através do ar, e uma proporção ainda não bem determinada de contaminação por nutrientes ocorre desta maneira. Efluentes industriais variados levados pelos rios, o esgoto pluvial urbano contaminado e derrames de óleos e outras substâncias tóxicas, são outros expressivos fatores adicionais no cômputo final das agressões ambientais. Os óleos chegam aos mares por fontes variadas, entre elas a lavagem de tanques de navios, naufrágios, vazamentos acidentais e atividades de exploração de petróleo. Há escassos dados sobre a situação geral dos derrames de óleo, mas eles parecem gerar mais impactos nas zonas costeiras do que em mar aberto, onde as descargas são mais facilmente diluídas e atingem menos seres vivos.
Todas essas substâncias exercem efeitos tóxicos múltiplos sobre os peixes e outros seres marinhos, e afligem também o homem de maneira direta ou indireta, por exposição súbita ou por efeito cumulativo, causando mortes, intoxicações, malformações congênitas e outros distúrbios genéticos ou de crescimento, redução de peso, descalcificação da estrutura óssea, tumores, perturbações comportamentais e outras doenças, e agravam males preexistentes. Águas poluídas frequentemente são veículo de doenças infecciosas e contaminam peixes, crustáceos, algas e bivalves que servem de alimento. A Organização Mundial de Saúde calculava em 2003 mais de 120 milhões de casos anuais de doenças gastrointestinais e mais de 50 milhões de casos anuais de severas doenças respiratórias causadas pelo banho ou mergulho em águas costeiras poluídas. As doenças humanas originadas dos vários tipos de poluição marinha haviam causado neste ano 12 bilhões de dólares em prejuízos materiais diretos.

#### Poluição sonora
Há crescente preocupação com o aumento no ruído oceânico devido à crescente atividade naval e exploradora, chegando, segundo algumas estimativas, a níveis dez vezes maiores do que eram há cinquenta anos. Também esta área é pouco estudada e sabe-se pouco a respeito dos seus impactos, mas presume-se que eles possam ser de grande escala. Sabe-se porém, que certas espécies de peixes, cefalópodes, répteis marinhos e principalmente os cetáceos utilizam o som como meio de localização e comunicação e têm sido prejudicadas, verificando-se o surgimento de problemas como desorientação, perturbações comportamentais, dificuldades de alimentação e de encontro de parceiros para reprodução. A exposição contínua a ruídos aumenta os efeitos.

### Espécies invasoras

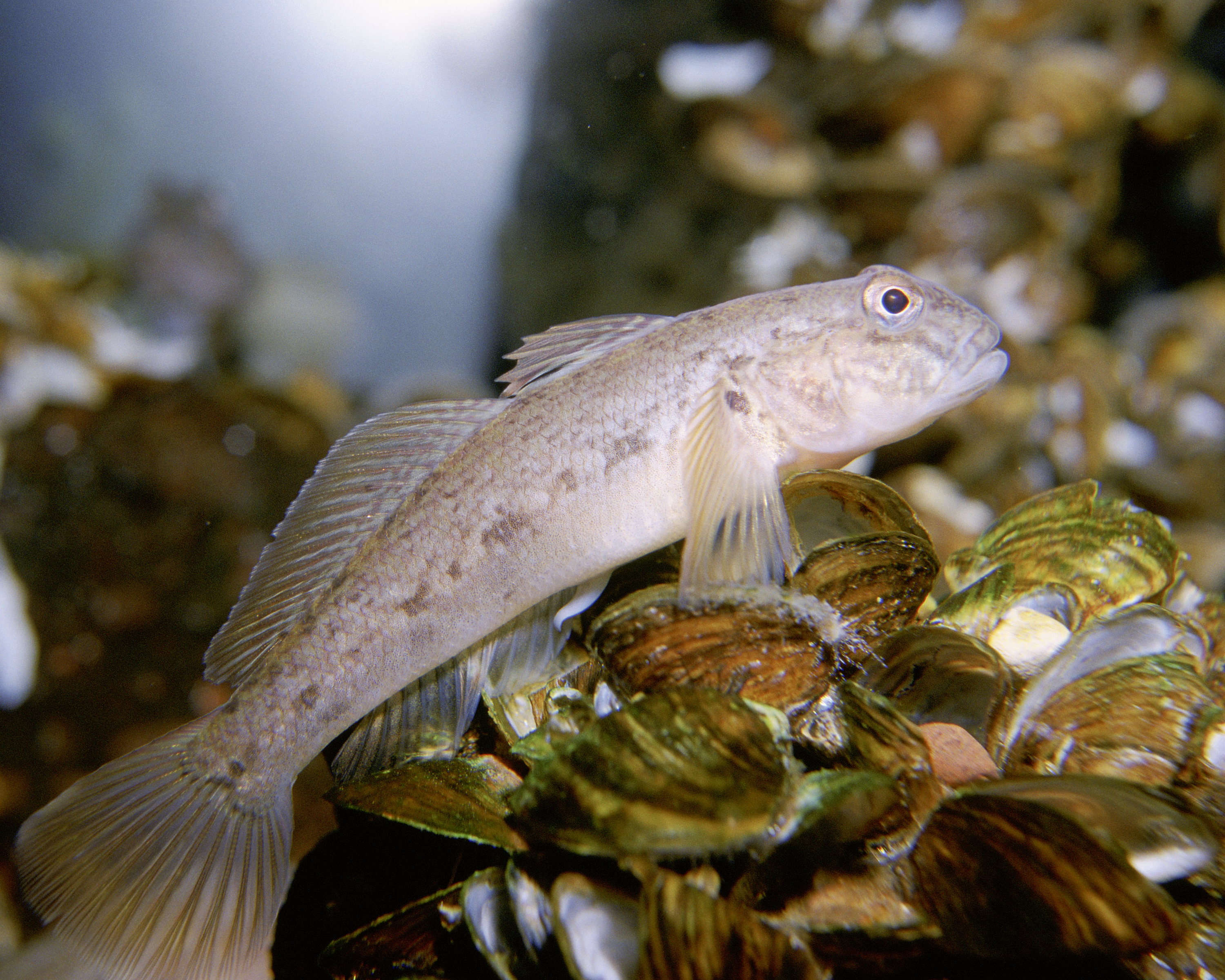
Exemplar de Neogobius melanostomus, espécie que vive em águas doces e salgadas e que se tornou invasora em vários mares, rios e lagos do mundo, levada na água de lastro dos navios.

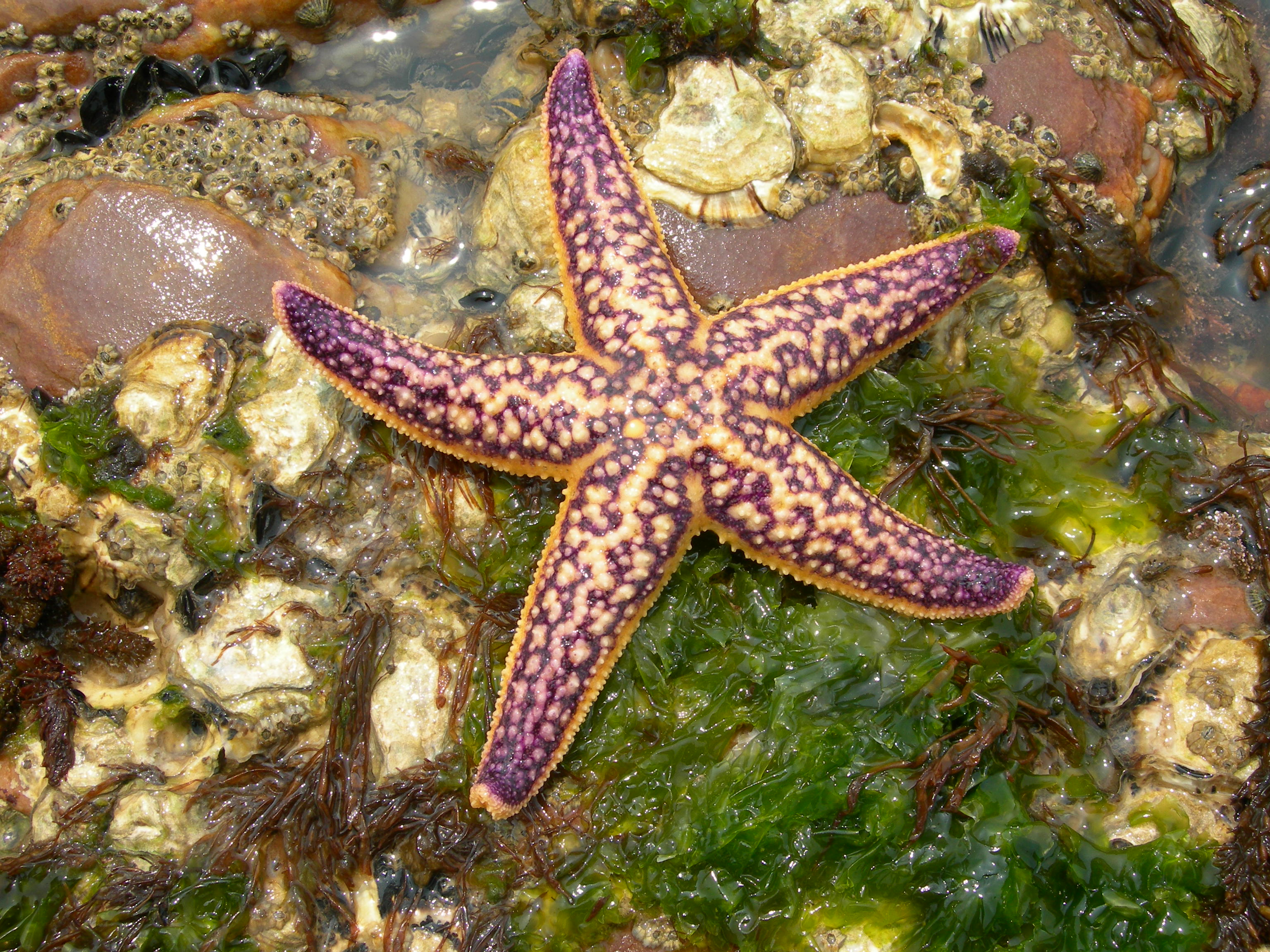
Exemplar da estrela-do-mar-japonesa, invasora na Tasmânia.

Esses desequilíbrios ambientais, ao reduzirem as populações locais, estimulam a invasão das regiões por espécies exóticas, que competem com as nativas por alimento e locais de abrigo e nidificação, tornam-se frequentemente predadoras e muitas vezes assumem o inteiro controle sobre as populações locais, além de transmitirem doenças e parasitas desconhecidos localmente, que podem também eles se tornarem pragas por si mesmos. Também ocorrem mudanças nos ciclos dos nutrientes, declínio das funções ecossistêmicas e na qualidade da água. Algumas espécies invasivas podem ainda gerar danos a estruturas construídas pelo homem, prejudicar o turismo e a aquicultura, provocar eutrofização da água e liberar substâncias tóxicas como produto do seu metabolismo, desencadear erosão litorânea, aumentar os custos de conservação dos ambientes marinhos em áreas protegidas e podem levar à degradação de ambientes culturalmente importantes.
A disseminação de espécies invasoras pode ocorrer pela liberação acidental ou intencional de espécies exóticas em outros ambientes em função do comércio ou da aquicultura, podem viajar para outras regiões misturadas a resíduos removidos das praias e depositados em outros locais, ou através de canais abertos pelo homem, como aconteceu após a construção do Canal de Suez, mas é facilitada enormemente pelo intenso trânsito internacional por via marítima. Algumas espécies podem se transportar agarradas ao casco dos navios, como fazem cracas e algas, mas principalmente a difusão se dá através da água de lastro. Muitos navios usam como lastro a própria água do mar, que transportam para regiões distantes, onde a descarregam no momento de limpeza de seus tanques. Junto com a água, são descarregados inúmeros espécimes marítimos adultos ou seus ovos e larvas, introduzindo-os em ambientes onde frequentemente não possuem predadores naturais ou outros meios de regulação populacional. Então se multiplicam aceleradamente, pondo as nativas em sério risco. Cerca de sete mil espécies já foram identificadas usando este tipo de transporte. É um exemplo clássico a invasão do Mar Negro e do Mar de Azov por medusas introduzidas via água de lastro. Sem encontrar predadores, as medusas se multiplicaram exponencialmente, dominando a cadeia alimentar e erradicando espécies nativas ao se alimentar de ovos e larvas de peixes e outros animais. Em 1989 foi estimada uma população que chegava a um bilhão de toneladas, levando, em 1994, ao colapso dos estoques de anchova, importantíssimo recurso para esta região. Também é ilustrativo o caso da introdução da estrela-do-mar-japonesa (Asterias amurensis) na Tasmânia, onde rapidamente dominou a cadeia alimentar costeira e se tornou o principal predador invertebrado, alimentando-se de uma grande variedade de animais nativos, entre eles crustáceos, ouriços-do-mar, tunicados, outras estrelas-do-mar e ovos de peixes.
Nem sempre uma espécie invasiva atua como tal de imediato. Depois de introduzidos nas costas do Reino Unido nos anos 1960, os caranguejos-peludos-chineses (Eriocheir sinensis) viveram muitos anos sem que se notasse qualquer distúrbio nos ambientes locais, mas depois de uma série de verões tórridos na década de 1990, com a redução na vazão de vários rios no sul do país, eles puderam se estabelecer nos estuários, que são seu habitat preferencial, e sua população explodiu, alimentando-se de espécies nativas de peixes e outros animais, afetando os ambientes costeiros e invadindo também os ditos rios, já que eles têm a capacidade de tolerar água doce e subir as correntes por muitos quilômetros terra adentro. Este caso mostra como as mudanças climáticas em curso podem levar a invasões. Outras vezes a chegada de uma outra espécie exótica pode modificar o equilíbrio do ambiente e fazer com que espécies exóticas residentes mas inofensivas se tornem invasivas.
O processo de invasão, que afeta tanto os mares como todos os sistemas terrestres, tende a reduzir a riqueza biológica das regiões invadidas e provocar uma grande homogeneização mundial na biodiversidade. Isso se tornou um problema de dimensões globais, que é uma das causas mais importantes no declínio populacional de muitas espécies marinhas e que tem um custo elevadíssimo, tanto em termos ecológicos como econômicos, sociais e culturais. Cerca de 40% de todas as extinções desde o século XVII cujas causas são conhecidas foram devidas à invasão de espécies exóticas.

### Causas estruturais e sociais

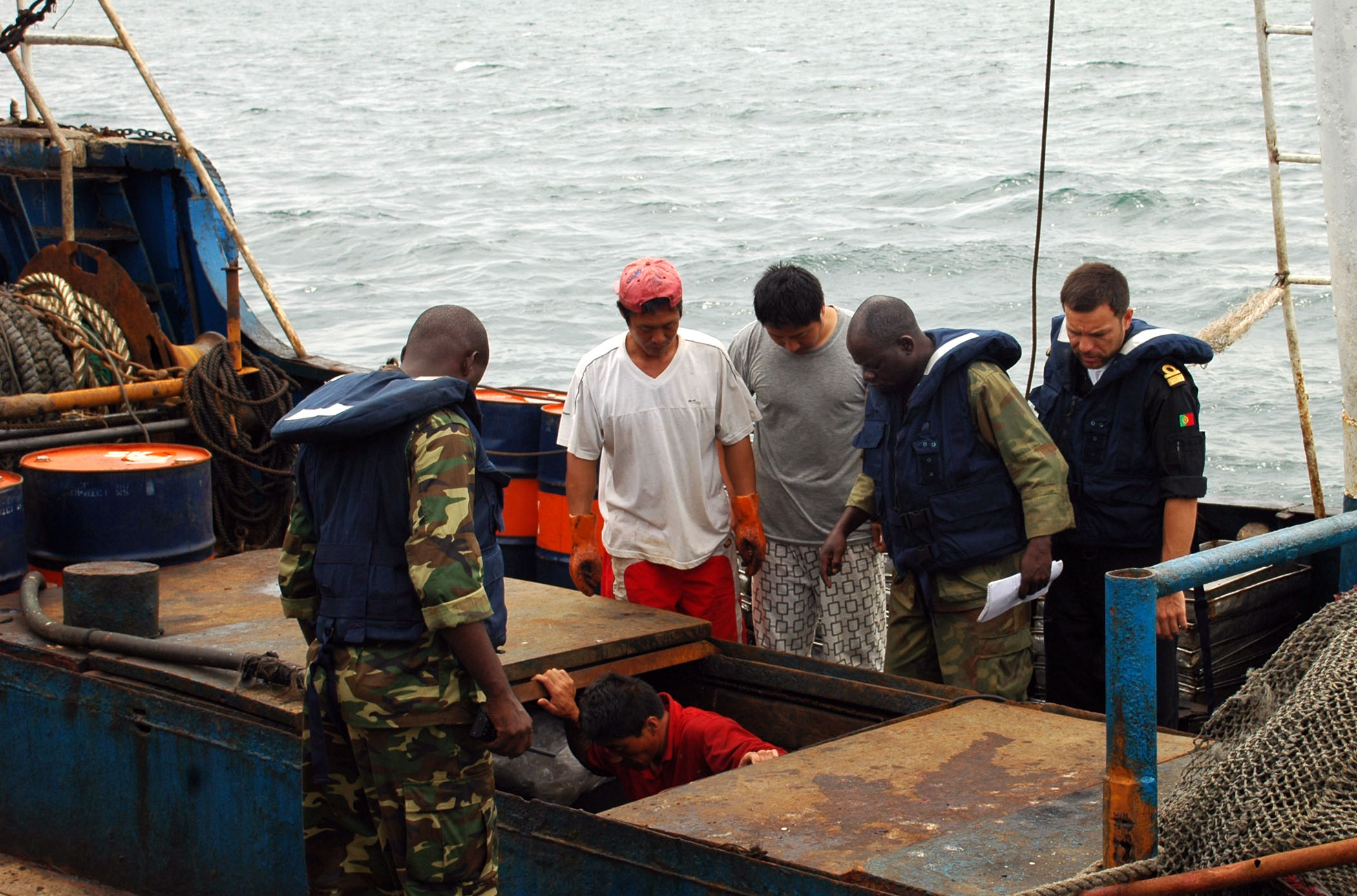
Oficiais da Marinha Portuguesa e marinheiros do Gabão inspecionando um navio de pesca ilegal.

Os fatores de declínio acima listados surgem principalmente pelo desconhecimento do papel fundamental que a natureza desempenha no equilíbrio de todo o ambiente mundial, onde o homem se insere e do qual depende essencialmente, e também pelo desconhecimento dos seus limites, conduzindo a um modelo de civilização marcado pela generalizada exploração predatória e insustentável dos recursos naturais. Fatores como governança deficiente, fiscalização inadequada, interesses políticos e econômicos imediatistas, a falta de sintonia entre a sociedade e os cientistas que estudam o ambiente e advertem para as suas ameaças, uma pobre articulação entre as nações e grupos sociais para a resolução de problemas que transcendem fronteiras políticas e culturais, tradições e preconceitos culturais e hábitos de vida que resistem a mudanças necessárias em um contexto em permanente transformação, os vastos desperdícios de recursos em todas as atividades de produção e consumo, os escassos investimentos em conservação e recuperação ambiental, as poucas áreas protegidas, o uso de tecnologias ultrapassadas, a existência de indivíduos e grupos empenhados em atividades ilegais, e uma população humana que não cessa de crescer exigindo recursos sempre maiores, são elementos adicionais também decisivos para o declínio das espécies selvagens terrestres e aquáticas em todo o mundo, colocando a vida na Terra em grave desequilíbrio e seus recursos à beira da exaustão.

## Impactos

### Biodiversidade
Os sistemas marinhos, assim como todos os outros, são todos intimamente interrelacionados e interdependentes, e os sistemas terrestres e os aquáticos estão também ligados por vários laços diretos e indiretos. Cada espécie desempenha um papel específico no equilíbrio ecológico, e os peixes não são exceção. Da mesma forma, os seres vivos se interrelacionam ao seu ambiente físico, determinando muitas de suas propriedades. Assim, uma vida marinha saudável é essencial para que os serviços ambientais providos pelos mares continuem sendo oferecidos, e para que o grande papel dos oceanos da regulação do ambiente de toda a Terra permaneça equilibrado e funcional, sendo os principais responsáveis por muitos dos mais importantes ciclos biogeoquímicos do planeta, como o ciclo da água e o do carbono. Desta maneira, o declínio acentuado em que se encontram muitas populações de peixes, provocado pela grande quantidade de fatores adversos acima citada, desencadeia uma série de efeitos em cascata que acabam por afetar todos os ecossistemas onde vivem, e se o declínio é profundo, pode levar tanto à extinção da espécie como ao colapso completo do sistema onde ela se insere. As repercussões desses danos e perdas se estendem para muito além dos ecossistemas marinhos localizados, prejudicam a Terra como um todo e envolvem também o homem de uma infinidade de maneiras.

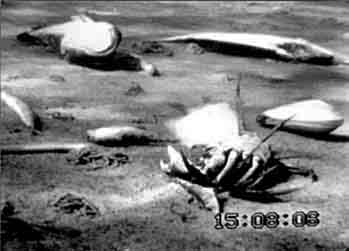
Animais marinhos mortos por desoxigenação no fundo do Mar Báltico, 2006.

A extinção econômica de uma espécie de peixe, isto é, o ponto onde ela se torna tão rara que sua exploração se torna contraproducente, em geral é atingido muito antes de sua extinção biológica. No entanto, a superexploração pode levar efetivamente à extinção biológica, pois existe uma população-limite para que os processos de sua reprodução sejam bem sucedidos e ela sobreviva. Estudos demonstraram que a redução acentuada de espécies-chave no Mar Báltico, no Mar Negro, no litoral da Nova Escócia e no Mar do Norte levou ao repovoamento das áreas com várias espécies invasoras e a uma grande modificação dos ecossistemas desses locais, alterando padrões migratórios, alimentares e reprodutivos e induzindo aberrações comportamentais nas espécies sobreviventes.
Os mesmos problemas, acrescentados de outros — como mutações genéticas e malformações congênitas, estresse, redução no crescimento e no peso e aumento da vulnerabilidade a predadores e doenças — sucedem por força da poluição química e física dos oceanos e das mudanças na água derivadas do aquecimento global, como a desoxigenação, o aquecimento e a acidificação.
Todas as espécies são afetadas em maior ou menor grau pelas mudanças nas propriedades químicas e físicas do oceano, mas os recifes coralinos em particular têm revelado uma sensibilidade extraordinária, especialmente face à acidificação e o aquecimento das águas, estando em um processo de degeneração e morte em massa em praticamente todos os oceanos. Embora os corais não sejam peixes, servem de abrigo ou alimento para muitas espécies, sendo um elemento de grande peso na cadeia alimentar e no equilíbrio dos sistemas marinhos. Os impactos decorrentes da eutrofização das águas costeiras pelos fertilizantes e esgotos têm feito a quantidade e a extensão das "zonas mortas" aumentar rapidamente desde 1990, onde a biodiversidade é baixíssima e restrita em sua maioria a espécies unicelulares. A pesca fantasma e acidental continuam matando inutilmente milhões de exemplares de peixes e outros animais todos os anos.
Uma série de estudos recentes têm feito projeções alarmantes para a biodiversidade oceânica em geral e para os peixes em particular pela combinação de todas as agressões ao ambiente marinho. As projeções apontam que se as tendências continuarem, a taxa de extinções, já grande, vai acelerar. Os mares correm o risco real de sofrer uma extinção em massa, que pode ser tão vasta que não teria precedentes nem mesmo nas grandes extinções da pré-história. Este prognóstico foi referendado por um balanço dos resultados de centenas de trabalhos sobre este tema, realizado por cientistas da Universidade da Califórnia. A gravidade da ameaça somente há pouco tempo foi percebida, pois os processos oceânicos em geral permanecem invisíveis para os seres humanos, ao contrário do que ocorre em terra firme. Porém, se chegou à conclusão que os mares estão em situação ainda mais crítica do que os ecossistemas terrestres. O que faz o processo atual diferir das extinções pré-históricas é o declínio rápido e extenso dos peixes e outros animais de grandes dimensões como as baleias, que estão entre os principais alvos da pesca comercial, e que ocupam posições-chave na cadeia alimentar, ocasionando uma série de extinções em cascata. Segundo Jonathan Payne, professor da Universidade de Stanford e co-autor de um dos ditos estudos, "a remoção preferencial dos maiores animais dos oceanos modernos, um padrão nunca visto na história da vida animal, pode desestruturar os ecossistemas por milhões de anos e chegar a um nível de perdas bem maior do que as anteriores extinções em massa. [...] Se não houver uma mudança dramática na maneira como manejamos os mares, nossa análise sugere que os oceanos vão sofrer uma extinção em massa de intensidade e seletividade ecológica suficientes para ombrear com as maiores já ocorridas". Outro estudo apontou que a rapidez e a intensidade da acidificação das águas não tem paralelos nos últimos 300 milhões de anos, e que na última vez em que processo semelhante aconteceu foi durante a maior extinção em massa já ocorrida, a grande Extinção do Permiano-Triássico, que resultou no desaparecimento de cerca de 95% de todas as formas de vida marinhas.

### Sociedade

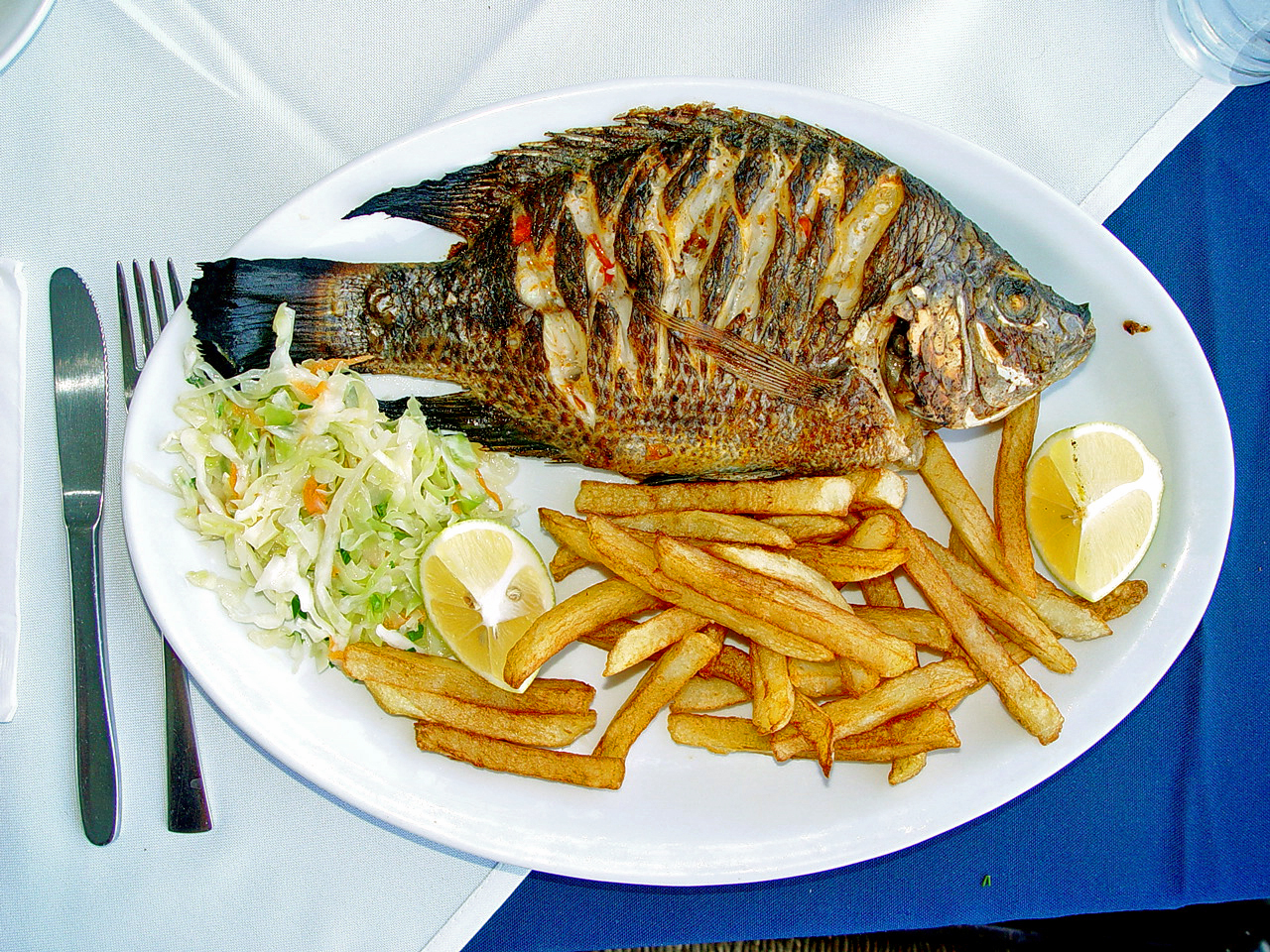
Para muitas pessoas, o peixe é um alimento diário.

Os oceanos são uma das mais importantes fontes de recursos e sustento para a humanidade. Um sexto de toda a população mundial depende principalmente do mar para sua alimentação. Os peixes são uma das mais baratas, acessíveis e saudáveis fontes de proteína para a dieta humana e são particularmente importantes para a população de baixa renda, que não tem acesso fácil a outras fontes de proteína como a carne de gado e de aves. Cerca de 2,6 bilhões de pessoas obtêm dos peixes pelo menos 20% de sua ingestão proteica anual. Em países pobres como Bangladesh, Camboja, República do Congo,
Guiné Equatorial e Sri Lanka, bem como em algumas nações insulares, a população pode chegar a depender dos peixes em 50% para obtenção de proteínas, enquanto que nos países desenvolvidos a proporção está em apenas 8%. Em algumas comunidades na região do Ártico, o peixe pode representar até 90% de todo o alimento consumido. Além disso, os peixes são origem de outros produtos, como substâncias medicinais, óleo e couro, e servem como alimentação de outras criações.
O declínio é um componente destacado no conjunto de ameaças à segurança alimentar da humanidade, que hoje ainda tem quase 800 milhões de pessoas sobrevivendo em uma condição de subnutrição e fome crônicas. Sendo o alimento indispensável para a sobrevivência de todos, e sendo os peixes ingredientes tão presentes no cardápio de vasta população em todas as nações, um contingente humano que cresce sem parar e necessita a cada dia mais recursos, por consequência o declínio dos peixes ameaça a estabilidade social, econômica, cultural e política da sociedade, uma situação que é complicada por uma série de outros desafios contemporâneos urgentes, como a habitação, a educação, o transporte, a energia e muitos outros, além de muitos outros momentosos desafios ambientais paralelos, como o aquecimento global, o desmatamento e a poluição. Como as populações de peixes não respeitam as fronteiras políticas das águas nacionais e como boa parte da pesca se dá em águas internacionais, o declínio dos estoques marinhos pode também levar a uma exacerbação de conflitos entre países que dependem da pesca. Em 2015 foi publicada a primeira grande revisão global sobre o tema, que analisou os resultados de 632 trabalhos científicos e combinou as várias ameaças que os oceanos sofrem, uma abordagem inovadora, quando até então os estudos em geral se concentravam em aspectos isolados. Os autores concluíram que com a intensificação dos variados impactos a diversidade da vida marinha deve decrescer expressivamente, tornando os oceanos um ambiente muito mais simplificado do que é hoje. Espera-se que o plâncton continue abundante e até pode florescer sob as novas condições, mas essa abundância não deve se refletir nos outros elos da cadeia alimentar, que são menos resistentes a mudanças como a acidificação e aquecimento das águas. Para a sociedade, isso vai representar um drástico declínio na oferta de alimentos.
Os recursos diretos obtidos do mar geram 3 trilhões de dólares por ano, e mais cerca de 21 trilhões derivam dos seus serviços ambientais, dando uma ideia do capital e dos recursos que estão em jogo e do prejuízo que sua perda pode vir a representar para a economia mundial, sem falar nas repercussões indiretas em outros setores da sociedade. Os serviços ambientais marinhos incluem benefícios fundamentais como a reciclagem de poluição e a regulação do clima, das chuvas e da temperatura mundial e dos ciclos da água e do carbono, que só podem continuar sendo providos se o ecossistema permanece equilibrado e saudável. A pesca sozinha dá emprego direto ou indireto para até 200 milhões de pessoas e suas atividades correlatas, como a construção naval e o transporte, geram 435 bilhões de dólares por ano.

Brasão da comuna francesa de Berck, com a imagem de dois peixes.

Porém, somente os descartes da pesca acidental no Mar de Bering e no Golfo do Alasca representam um prejuízo de 250 milhões de dólares anuais. Na costa do Brasil e no Mar do Norte os descartes chegam a ser metade de todo o volume de pesca, na costa leste dos Estados Unidos a porcentagem perdida pode chegar a 79% do volume final, e o problema do desperdício de recursos marinhos se repete em proporções variáveis em todo o mundo, gerando um prejuízo financeiro global somente nesta faceta do problema que ainda está para ser bem computado, mas seguramente chega à casa dos bilhões de dólares todos os anos.
O declínio também ameaça o turismo, já que a pesca esportiva e recreativa tem se tornado um importante recurso econômico para muitas regiões. O turismo hoje responde por 5% do PIB mundial e mantém 6% de todos os empregos. Paralelamente, certos peixes são um componente importante na história, na mitologia, nas representações simbólicas, artísticas e artesanais e no próprio estilo de vida de muitas culturas, que se veem prejudicadas com o desaparecimento de espécies a que estão ligadas.

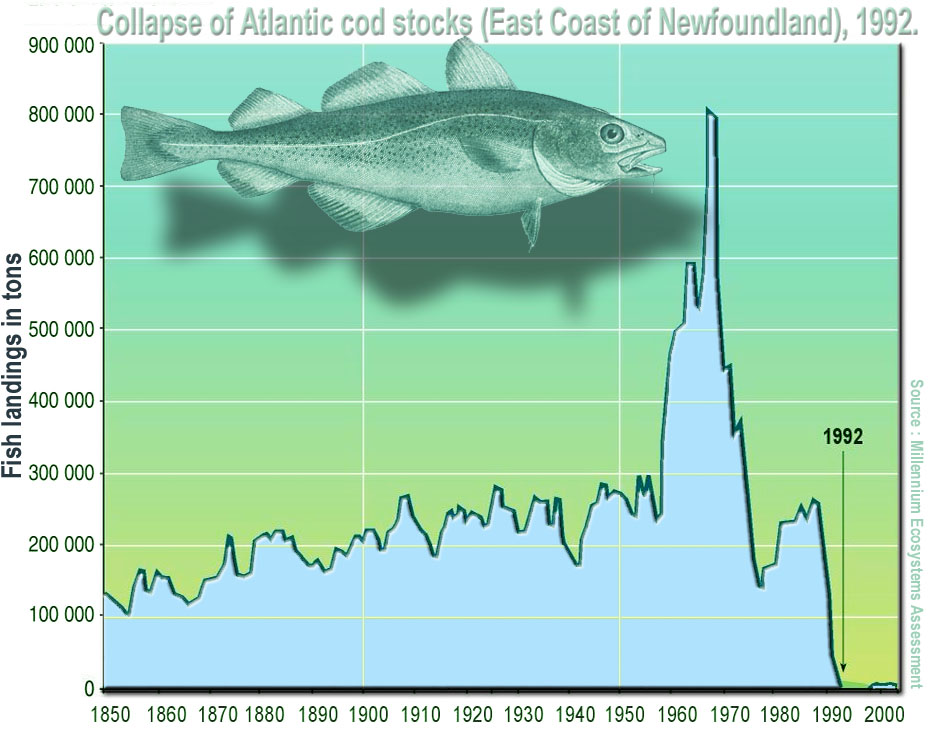
Gráfico mostrando uma intensificação exponencial na pesca do bacalhau na Terra Nova entre os anos 1960 e 1970, seguida pelo colapso da sua população nos anos 1990.

O esgotamento das populações de bacalhau nas costas da Terra Nova em 1992 é um exemplo clássico do impacto deste problema: 40 mil pessoas perderam seu emprego, cidades pesqueiras da região tiveram uma redução populacional de 20%, e o governo canadense gastou bilhões de dólares na tentativa de remediar os efeitos do colapso, que são sentidos até a atualidade. A despeito de uma moratória na pesca do bacalhau imposta desde aquela época, a população do peixe não foi capaz de se recuperar. Outro exemplo dramático é a erradicação de 90 a 99% das populações de várias espécies de grandes tubarões pela conjugação de superexploração, esgotamento de fontes de alimento, pesca acidental, degradação do ambiente e outros fatores. Como esses peixes estão no topo da cadeia alimentar, seu desaparecimento tem provocado um crescimento explosivo de algumas espécies das quais eles se alimentavam, como as arraias. Estas, por sua vez, produziram o declínio de várias espécies úteis ao homem, como as vieiras, ostras e outros moluscos bivalves, redesenhando os ecossistemas de várias regiões marinhas. Por um efeito de cascata, combinado à redução de outros predadores como o atum, intensamente pescado, outras espécies estão crescendo aceleradamente, como as medusas, que geram grandes prejuízos à pesca alimentando-se de ovos e larvas de peixes úteis, e por serem muitas delas venenosas, ameaçam mergulhadores e banhistas. A expansão da aquacultura para compensar o declínio das espécies livres, por sua vez, provoca muitos efeitos ambientais e sociais indesejáveis, como a poluição, difusão de espécies invasoras, destruição de habitats costeiros e empobrecimento e migração de comunidades pesqueiras tradicionais.
Isso é apenas uma pálida amostra do que enfrenta hoje o ambiente oceânico e sua biodiversidade, e a repercussão em múltiplos níveis que sua degradação acarreta para o homem. Esta situação de crise geral já causou a extinção de grande número de espécies e ameaça a sobrevivência de inúmeras outras, e também ameaça a sobrevivência da própria da civilização como hoje a conhecemos, se as tendências atuais continuarem inalteradas. O Programa das Nações Unidas para o Desenvolvimento sintetizou o problema assinalando a sua gravidade e a sua dependência direta das atividades humanas e da forma como se estrutura a sociedade contemporânea, mas também apontou caminhos para remediá-lo:
"Uma causa comum por trás da acelerada degradação do ecossistema marinho é a inabilidade dos mercados de desenvolver e gerenciar sustentavelmente recursos naturais que são bens comuns, como aqueles encontrados no oceano. Isso é um desafio comparável àquele que encontram outros bens globais de uso comum, como a atmosfera. Como foi enfatizado por um estudo recente do Stockholm Environment Institute, o oceano é a vítima de uma maciça falha de mercado. O verdadeiro valor dos seus ecossistemas, serviços ambientais e funções é persistentemente ignorado pelos criadores de políticas e largamente excluído das estratégias de desenvolvimento e economia. [...] Como resultado desta falha de mercado e de política, tanto o setor privado como o público se tornam propensos a sub-investir ou não investir nada nas atividades necessárias para a preservação do ambiente marinho (tratamento de resíduos, proteção costeira, etc.) e a superinvestir em atividades prejudiciais ao ambiente marinho (pesca excessiva, agricultura baseada nos químicos, etc.). [...]
"Ao longo dos últimos vinte e poucos anos, a comunidade internacional estabeleceu numerosos compromissos com o objetivo de proteger e restaurar a sustentabilidade do oceano. [...] Enquanto que algum progresso foi feito através de cada uma dessas iniciativas, permanecem importantes deficiências na implementação de uma ampla gama de compromissos sobre os oceanos, e os níveis gerais de compromissos econômicos têm sido vergonhosamente inadequados. Consequentemente, a saúde geral do oceano tem continuado a se deteriorar. [...] A gravidade e a aceleração das ameaças aos ecossistemas oceânicos e sua biodiversidade, a escala crescente dos prejuízos econômicos, e a irregular efetividade concreta daqueles compromissos, sublinham a necessidade de se identificar e implementar rapidamente abordagens inovadoras para reverter a degradação oceânica e costeira. Em uma época de recursos financeiros cada dia menores, se torna ainda mais crítico usar estrategicamente as limitadas verbas públicas e privadas para a recuperação e proteção dos oceanos. Além de prover mais recursos para esta área, a iniciativa privada possui a habilidade e o conhecimento essenciais para desenvolver e fomentar uma tecnologia limpa e um melhor manejo de recursos a fim de reduzir as descargas de poluição, o risco das espécies invasoras, a pesca excessiva e a perda de habitats. [...]
"A correção de falhas de mercado e política através da aplicação de um planejamento integrado para os oceanos e de instrumentos que removam barreiras [tais como a desinformação do público e a desarticulação entre os países e os criadores de políticas] pode não apenas funcionar cataliticamente para recuperar e proteger as costas e mares, mas também pode gerar considerável atividade econômica e emprego. [...] O tempo necessário para transformar os mercados é longo, tipicamente leva de 15 a 20 anos. Em contraste, a taxa atual de agravamento das principais ameaças aos oceanos, incluindo desoxigenação, acidificação, superexploração pesqueira e perda de habitats costeiros, é geométrica. A combinação da taxa geométrica de degradação dos oceanos com o longo tempo necessário para a implementação das mudanças enfatiza a urgência de se agir imediatamente. [...] A deterioração das costas e oceanos não é um problema intratável. Temos as ferramentas políticas essenciais para reverter essas tendências globais de degradação e temos já um programa organizado para engajar investimentos públicos e privados de alto potencial catalítico para sustentar os oceanos que está folgadamente dentro do nosso alcance financeiro. Contudo, a janela de oportunidade de restaurar e desenvolver sustentavelmente os recursos oceânicos para esta e as futuras gerações está se fechando com rapidez, já que os impactos podem se tornar irreversíveis além de certo ponto".